# Sphaerophysa
Sphaerophysa es un género de plantas con flores con dos especies perteneciente a la familia Fabaceae.

## Especies
- Sphaerophysa kotschyana
- Sphaerophysa salsula